# Cheng Nga-Ching
Cheng Nga-Ching (chinesisch 鄭雅晴, Pinyin Zhèng Yǎqíng, Jyutping Zeng6, Ngaa5cing4, kantonesisch Cheng Nga-ching; * 24. Januar 2000 in Hongkong) ist eine Hongkonger Squashspielerin. 

## Karriere
Cheng Nga-Ching spielte 2015 erstmals und bis 2019 vereinzelt auf der PSA World Tour. Seit 2021 spielt sie auf dieser regelmäßig und gewann bislang fünf Titel. Der erste Titelgewinn gelang ihr in der Saison 2021/22, als sie sich im Dezember 2021 in Hongkong den Titel nach einem Finalsieg gegen Emilia Soini sicherte. Direkt im Anschluss gewann sie ebenfalls in Hongkong auch ihren zweiten Titel. Ihre beste Platzierung in der Weltrangliste erreichte sie mit Rang 60 am 8. Januar 2024.
Mit der Hongkonger Nationalmannschaft wurde sie bei den Juniorinnen 2015 Vizeasienmeisterin. Diesen Erfolg wiederholte Cheng mit der Juniorinnen-Mannschaft 2017 und 2019. Bei den Asienmeisterschaften der Juniorinnen 2019 erreichte sie das Halbfinale, das sie gegen Chan Yiwen verlor. Bei den Aktiven debütierte Cheng für die Hongkonger Auswahl anlässlich der World Games 2022 in Birmingham, Alabama. Ihr gelang der Einzug ins Achtelfinale und schied dort gegen Lucy Beecroft aus. 2023 vertrat Cheng Hongkong erstmals bei den Asienmeisterschaften im Einzel und erreichte bei diesen ebenfalls das Achtelfinale. Gegen Sivasangari Subramaniam unterlag sie dort mit 0:3.

## Erfolge
- Gewonnene PSA-Titel: 5